# Jakobstad
Jakobstad (suec; en finès Pietarsaari) és una ciutat a la costa oest de Finlàndia. Jakobstad va rebre el títol de ciutat el 1652 durant el regnat de la reina Cristina de Suècia. La ciutat va ser fundada per Ebba Brahe, vídua del net del rei Joan III de Suècia Jacob De la Gardie d'on ve el nom de la ciutat (Jakobstad significa Ciutat de Jakob en suec). En 2009 Jakobstad tenia 19.673 persones, 19.287 el 31 de gener de 2019, i abans formava part de la regió de la província de Finlàndia Occidental.
La ciutat és bilingüe ja que el 56% de la població fa servir el suec com a llengua materna i el 42% utilitza el finès com a primera llengua. Jakobstad és la ciutat amb una majoria suecoparlant més gran de Finlàndia i és un important centre de la cultura del suec de Finlàndia.

## Història
La història de Pedersöre i també de Jakobstad comença al segle xiv, quan un decret del rei Magnus II Eriksson va definir les parròquies de la Ostrobothnia (Österbotten). Jakobstad va ser fundada a la costa de la parròquia de Pedersöre el 1652. El nom de la parròquia ha donat lloc al nom finès de la ciutat. Jakobstad va conèixer un creixement lent durant el seu primer segle. Jakobstad es va convertir en un important centre industrial al segle xviii i el nombre d'habitants del poble es va incrementar. La indústria paperera és la més important de la ciutat des de fa cent anys.

## Fills il·lustres
- Fredrika Runeberg, escriptora en finès, nasqué a Jakobstad en 1807
- Johan Ludvig Runeberg, poeta nacional i autor de l'himne de Finlàndia, nasqué a Jakobstad
- Ossian Schauman, fundador de l'organització no governamental de parla sueca Folkhälsan,[2] va néixer i va passar la seva joventut a Jakobstad. Folkhälsan proporciona serveis de benestar social i assistència sanitària a Finlàndia.
- Anna-Maja Henriksson (1964), política
- Bertel Storskrubb (1917-1996), atleta